# Flitzer

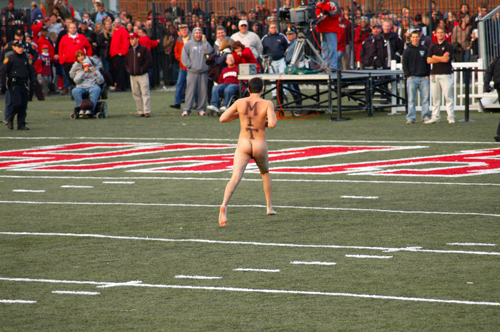
Ein Flitzer bei einem US-Footballspiel zwischen Harvard und Yale, 2006

Als Flitzer bezeichnet man Menschen, die auf öffentlichen Veranstaltungen oder Plätzen durch das Geschehen laufen, um die Aufmerksamkeit auf sich zu ziehen, wobei sie häufig ganz oder teilweise unbekleidet sind. Bekannt wurden Flitzer besonders durch große Sportveranstaltungen, da ihnen ihr dortiges Erscheinen durch die TV-Direktübertragung eine über das vor Ort anwesende Publikum hinaus gehende Aufmerksamkeit ermöglicht. Einige Flitzer möchten eine politische oder sonstige Botschaft verbreiten, anderen geht es um Selbstdarstellung, Aufmerksamkeit oder Provokation. Die Fernsehsender werden von einigen großen Sportverbänden dazu angehalten, Flitzer möglichst nicht zu zeigen, um den Anreiz der TV-Darstellung zu unterbinden.

## Begriff
- „Flitzen“ bezeichnet eine schnelle Vorwärtsbewegung. Der Begriff „Flitzer“ entstand aus dem zum Auftreten gehörigen Weglaufen vor Sicherheitskräften oder der Polizei.
- Als „Flitzer“ bezeichnet man umgangssprachlich auch einen kleinen, sportlichen (schnellen) PKW. „City-Flitzer“ ist eine in der Verkehrspresse übliche Bezeichnung für Kleinwagen, auch wenn sie nicht schneller sind als größere Autos, sondern u. a. durch einen kleineren Wendekreis als besonders wendig gelten.

## Geschichte
Die erste größere Sportveranstaltung, bei der ein Flitzer auftrat und damit das Phänomen in einem weiteren Kreis bekannt machte, war das Rugby-Spiel England gegen Frankreich am 20. April 1974 im Twickenham Stadium, bei dem der 25-jährige Australier Michael O’Brien nackt über das Feld rannte. Das anschließende Foto, bei dem Police Constable Bruce Perry die Genitalien des Delinquenten mit seinem Polizeihelm verdeckte, erlangte weite Bekanntheit.
In den USA wird seit den 1990er Jahren verstärkt geflitzt. Ein traditionelles Ereignis war die „Naked Mile“ in Ann Arbor (Michigan). Hierbei liefen alljährlich im April an der University of Michigan nackte Studenten und Studentinnen um den Campus, bis die Behörden ab 2001 der Veranstaltung ein Ende setzten.
Ungewöhnlich viele Flitzer, nämlich mehr als ein halbes Dutzend, rannten Ende März 2015 sowohl während als auch nach dem Fußball-EM-Qualifikationsspiel zwischen Georgien und Deutschland über das Feld in Tiflis.

## Folgen
In Deutschland kann Flitzen eine Ordnungswidrigkeit nach § 118 OWiG darstellen. Zudem kann sich ein Flitzer nach § 123 StGB wegen Hausfriedensbruch strafbar machen. Regelmäßig werden Flitzer auch mit einem Hausverbot belegt.
In Österreich wird Flitzen als Verwaltungsübertretung der Anstandsverletzung von den Sicherheitsbehörden geahndet.
Am 2. Mai 2006 gab das Rostocker Oberlandesgericht dem Fußball-Zweitligisten F.C. Hansa Rostock Recht, der drei Stadionflitzer auf 20.000 € Schadensersatz verklagt hatte, welche der Verein zuvor an den DFB wegen unzureichender Sicherung des Spielfeldes hatte zahlen müssen.

## Sonstiges
- 1974 hatte der Sänger Ray Stevens mit dem Song The Streak – eben der Geschichte über einen Flitzer – einen Nummer-eins-Hit in den USA und in Großbritannien, in Deutschland landete die Nummer auf Platz 43.
- In Österreich hatte Georg Danzer 1975 mit Jö schau, wo es um einen Nackten im legendären Café Hawelka ging, seinen ersten und einzigen Nummer-eins-Hit und schaffte damit den Durchbruch als Liedermacher.
- In Spanien gestatteten die ansonsten prüden Zensurstellen des Franco-Regimes in den 1970er Jahren, dass in den Nachrichten darüber berichtet wurde, wobei das englische Wort streaking spanisch ausgesprochen und zwischen estrikin (ganz nackt) und semiestrikin (halbnackt) unterschieden wurde.
- Im Film Flitzer bestimmt das Flitzen humorvoll die Handlung.

## Bekannte Flitzer
- Ernst-Wilhelm Wittig (1947–2020)
- Jimmy Jump (* 1976)
- Mark Roberts (* 1964)

Ein Freundespaar sind:
- Kinsey Wolanski, Erotikdarstellerin, USA, lief im Januar 2020 in Schladming durch den Zielbogen und löste die Zeitnahme für den Skifahrer Alex Vinatzer aus.
- Vitaly Zdorovetskiy, russischer Youtuber, flitzte wiederholt[8]